# Con gli occhi del ricordo
Con gli occhi del ricordo (Aux yeux du souvenir) è un film del 1948 diretto da Jean Delannoy.

## Trama
Claire, una hostess, ritrova Jacques un pilota che aveva amato alcuni anni prima e che l'aveva lasciata senza nessuna spiegazione.
Nonostante adesso sia legata a Pierre il vecchio amore rinasce, complice una serie di circostanze anche drammatiche.